# Anthology 1
Anthology 1 è una compilation del gruppo musicale britannico The Beatles pubblicato nel 1995; è il primo di una serie di tre volumi.

## Contenuti
È stato pubblicato nel novembre del 1995, ed include tracce che vanno dal 1958 al 1964, comprese alcune audizioni del fallito provino alla Decca. Nell'album è stata inoltre inclusa la canzone Free as a Bird, prodotta da Jeff Lynne, che praticamente è la prima vera nuova canzone dei Beatles prodotta a 25 anni di distanza.
L'album contiene, tra l'altro, performance di Stuart Sutcliffe e di Pete Best. Il primo fu il primo bassista della band che lasciò il posto a Paul McCartney; Best invece fu il primo batterista del gruppo e suona, per le prove alla EMI, nelle tracce 10-12,15-19 e 21 del primo disco; la traccia 22, Love Me Do, è la versione originale della canzone con Best alla batteria, incisa quattro mesi prima di essere nuovamente registrata con Ringo Starr.

## Accoglienza
Fu il primo album dei Beatles, ad anni di distanza, a entrare nella tabella del Billboard 200 classificandosi al primo posto con 855 000 copie vendute nella prima settimana. Nella seconda settimana l'album continuò a mantenere il primo posto della classifica con 453 000 copie vendute. I risultati si sono ripetuti nella terza settimana con 435 000 copie. Nella quarta settimana vennero vendute lo stesso numero di copie ma stavolta l'album slittò al secondo posto dietro a Daydream di Mariah Carey. La settimana seguente l'album scese al terzo posto ma vendendo 601 000 copie.
Nei soli Stati Uniti e in sole sei settimane, l'album vendette più di 3 milioni di copie. In tutto l'album rimase per 29 settimane all'interno di Billboard 200.
In Australia arrivò in prima posizione per due settimane. Il primo posto viene raggiunto anche in Canada, Francia, Germania, Paesi Bassi e Nuova Zelanda. In Gran Bretagna l'album raggiunse solo il secondo posto. Anche in Belgio, Finlandia, Italia, Svezia e Svizzera arriva secondo, in Giappone terzo, in Austria quarto e in Norvegia quinto.

## Tracce
- Tutti i brani hanno come autori Lennon e McCartney, eccetto dove diversamente specificato.

### Disco 1
1. Free as a Bird (John Lennon, Paul McCartney, George Harrison, Richard Starkey)
2. We were four guys... that's all (John Lennon intervistato da Jann Wenner])
3. That'll Be the Day (Mono) (Allison, Holly, Petty)
4. In Spite of All the Danger (Mono) (McCartney, Harrison)
5. Sometimes I'd borrow... those still exist (Paul McCartney intervistato da Mark Lewisohn)
6. Hallelujah, I Love Her So (Mono) (Charles)
7. You'll Be Mine (Mono) (McCartney, Lennon)
8. Cayenne (Mono) (McCartney)
9. First of all... it didn't do a thing here (Paul McCartney intervistato da Malcom Threadgill)
10. My Bonnie (tradizionale, arrangiamento di Tony Sheridan)
11. Ain't She Sweet (Ager, Yellen)
12. Cry for a Shadow (Harrison, Lennon)
13. Brian was a beautiful guy... he presented us well (John Lennon intervistato da David Wigg)
14. I secured them... a Beatle drink even then (Brian Epstein legge da A Cellarful of Noise)
15. Searchin' (Mono) (Leiber, Stoller) – (Decca Audition)
16. Three Cool Cats (Mono) (Leiber, Stoller) – (Decca Audition)
17. The Sheik of Araby (Mono) (Smith and Wheeler-Snyder) – (Decca Audition)
18. Like Dreamers Do (Mono) (McCartney) – (Decca Audition)
19. Hello Little Girl (Mono) (Lennon) – (Decca Audition)
20. Well, the recording test... by my artists (Brian Epstein legge da A Cellarful of Noise)
21. Bésame mucho (Mono) (Velázquez, Skylar)
22. Love Me Do (Mono)
23. How Do You Do It (Mono) (Murray)
24. Please Please Me (Mono)
25. One After 909 (Takes 3, 4, & 5 – Mono)
26. One After 909 (Takes 4 & 5 – Mono)
27. Lend Me Your Comb (Mono) (Twomey, Wise, Weisman)
28. I'll Get You (Live al London Palladium – Mono)
29. We were performers... in Britain (John Lennon intervistato da Jann Wenner)
30. I Saw Her Standing There (Live a Stoccolma – Mono)
31. From Me to You (Live a Stoccolma – Mono)
32. Money (That's What I Want) (Live a Stoccolma – Mono) (Gordy Jr., Bradford)
33. You Really Got a Hold on Me (Live a Stoccolma – Mono) (Robinson)
34. Roll Over Beethoven (Live a Stoccolma – Mono) (Berry)

### Disco 2
1. She Loves You (Live al Royal Variety Show – Mono)
2. Till There Was You (Live al Royal Variety Show – Mono) (Meredith Willson)
3. Twist and Shout (Live al Royal Variety Show – Mono) (Russell, Medley)
4. This Boy (Live al Morecambe and Wise Show
– Mono)
5. I Want to Hold Your Hand (Live al Morecambe and Wise Show – Mono)
6. Boys, what I was thinking... (Eric Morecambe ed Ernie Wise parlano con i Beatles)
7. Moonlight Bay (Live al Morecambe and Wise Show – Mono) (Madden, Wenrich)
8. Can't Buy Me Love (Takes 1 & 2)
9. All My Loving (Live all'Ed Sullivan Show – Mono)
10. You Can't Do That (Take 6)
11. And I Love Her (Take 2)
12. A Hard Day's Night (Take 1)
13. I Wanna Be Your Man
14. Long Tall Sally (Johnson, Penniman, Blackwell)
15. Boys (Dixon, Farrell)
16. Shout (Isley, Isley, Isley)
17. I'll Be Back (Take 2)
18. I'll Be Back (Take 3)
19. You Know What to Do (Harrison)
20. No Reply (Demo)
21. Mr. Moonlight (Takes 1 & 4) (Johnson)
22. Leave My Kitten Alone (Take 5) (John, Turner, McDougal)
23. No Reply (Take 2)
24. Eight Days a Week (Takes 1, 2 & 4)
25. Eight Days a Week (Take 5)
26. Kansas City/Hey, Hey, Hey, Hey (Take 2) (Leiber, Stoller, Penniman)

## Formazione
- George Harrison — chitarra solista, voce, cori; chitarre slide, acustica ed ukulele in Free as a Bird
- John Lennon — voce, chitarra ritmica, chitarra acustica, cori; pianoforte in Free as a Bird
- Paul McCartney — voce, basso, cori; pianoforte, chitarra acustica e sintetizzatore in Free as a Bird
- Ringo Starr — batteria, percussioni; voce in I Wanna Be Your Man e Boys

Altri musicisti
- Colin Hanton — percussioni in That'll Be the Day e In Spite of All the Danger
- John "Duff" Lowe — pianoforte in That'll Be the Day e In Spite of All the Danger
- Stuart Sutcliffe — basso in My Bonnie e Cry for a Shadow
- Pete Best — batteria in My Bonnie, Ain't She Sweet, Searchin', Three Cool Cats, The Sheik of Araby, Like Dreamers Do, Hello Little Girl, Bésame Mucho e Love Me Do
- Jeff Lynne — cori in Free as a Bird

Crediti
- George Martin — produttore
- The Beatles, Jeff Lynne — produttore di Free as a Bird